# Devourment
Devourment — американская слэм-дэт-метал группа из Далласа, Техас. Образованная в 1995 году, группа трижды распадалась и вновь воссоединялась в полностью обновленном составе. На сегодняшний день состав группы следующий: Рубен Розас — вокал, Крис Эндрюс — гитара, Дэйв Спенсер — бас, Брэд Финчер — барабаны. Не так давно Devourment подписали контракт с Relapse Records, ранее они выпускали альбомы на Brutal Bands, United Guttural, Corpsegristle Records, а также переиздавали альбомы.
С момента основания и до распада группы из-за того, что Рубен Розас, в тот момент бывший вокалистом банды, сел в тюрьму, Devourment выпустили демо Impaled и альбом Molesting the Decapitated. Во время отсидки Рубена, группа воссоединилась на короткий срок и выпустила компиляцию 1.3.8., после освобождения они вновь ненадолго объединились. За время существования действующей, третьей реформации, Devourment выпустили два переиздания 1.3.8, два DVD и два полноформатника — Butcher the Weak и Unleash the Carnivore.

## История

### Ранние годы
Devourment сформировались на останках техасской дэт-метал-группы Necrocide. Барабанщик Necrocide, Брэд Финчер и гитарист Брэкстон Генри объединились с бывшим вокалистом Meatus, Уэйном Наппом, чтобы играть брутал дэт-метал. Группа выпустила промо, включавшее в себя две песни: «Shroud of Encryption» и «Festering Vomitous Mass».
Спустя несколько месяцев, бывший гитарист Sintury Кевин Кларк встал у Devourment на вторую гитару, также к ним пришел басист Майк Маевски. Группа записала «Choking on Bile», которая была добавлена на их первую демку. Она была выпущена в 1997 году на Corpsegristle Records под названием Impaled. Позже Напп ушел из группы «по личным обстоятельствам». Его заменил Рубен Розас, вокалист и гитарист из местной банды Detrimental.

### Molesting the Decapitated
В 1999, Devourment подписали контракт с лейблом United Guttural и начали записывать свой первый альбом, Molesting the Decapitated, вновь спродюсированный Брэкстоном. Альбом увидел свет год спустя. Альбом получил хорошие оценки у критиков, Blas из Global Domination, раздавленный брутальностью альбома, утверждал, что «если вы прямо сейчас посмотрите значение слова „брутальный“ в словаре, то рядом с ним вы увидите лого Devourment». Он восхвалял вокал, но писал, что барабаны местами портят общую картину из-за слишком высокой скорости. Дэн Стэйдж с Metal Review, отметил, что инструменты в альбоме «идеально сбалансированы и живы», единственная критика прозвучала в адрес «ультра-тяжелых брейкдаунов, которые звучат малость монотонно, однако вы все равно будете продолжать махать головой», ".
Группа устраивала презентацию альбома в Колорадо. Несмотря на то, что Маевски говорил, что это было в 1998 году, альбом был издан в 1999 году, возможно, он ошибся. Среди прочих, они выступали на одной сцене с Macabre и Cephalic Carnage, . Спустя короткое время, Рубена посадили на два с половиной года в тюрьму, участники группы разошлись.
Во время заключения Розаса, Devourment воссоединились с Наппом на вокале, а Брэкстон Генри занял место Брайана Уинна. Группа записала песню «Babykiller», представленную на компиляции Southern Uprising. Также эта песня была на их собственной компиляции, 1.3.8, в качестве заглавной песни, также было три песни с Impaled и восемь с Molesting the Decapitated. Компиляция четырежды выпускалась на Corpse Gristle Records, пока Розас был в тюрьме, один раз во время работы над материалом после освобождения Розаса на Displeased Records и, наконец, как лимитированное издание на виниле на лейбле Night of the Vinyl Dead. После выхода на свободу в 2002, Розас фактически заново сформировал банду, где он был на вокале, гитаристы — Роберт Мур и Квеин Класрк, Джереми Питерсон на барабанах и Джозеф Фонтенот на бас-гитаре. С этим составом они дали несколько концертов, после чего развалились. Попытки восстановить группу ни к чему не привели.

### Butcher the Weak
Через несколько лет Напп, Розас и Маевски основательно занялись воскрешением Devourment. Барабанщик Эрик Парк дополнил состав, что должен был записать второй альбом группы. В августе 2005 года группа приступила к записи Butcher the Weak, релиз состоялся в ноябре 2005 года. В этом альбоме Маевски исполнял обязанности вокалиста, Розас играл на гитаре и басу, Парк был на барабанах. По словам Джона Торнаиз FourteenG, «качество альбома намного лучше» чем Molesting the Decapitated, однако Маевски ответил, что оба альбома были записаны в одной студии. Обложка альбома была сделана самим Майком Маевски, который работает в компании, специализирующейся спецэффектах. Феликс Шунен из Vampire Magazine сказал, что это странно, что Devourment сами выпустили альбом, спрашивая «почему такая группа, как Devourment самостоятельно выпускает альбом… какждую неделю бесчисленное количество бесполезных релизов групп, на которые всем наплевать, выбрасывается на прилавки, а Devourment каким-то образом вынуждена самостоятельно справляться.» Некоторое время спустя после релиза, Devourment ищут постоянного басиста, после чего принимают Криса «Капитана Конягу» Эндрюса в группу. В 2006 году банда подписала с Brutal Bands контракт на два альбома, и решили перезаписать Butcher the Weak с новым басистом. Новая обложка была жёлтой, в то время как оригинальная, выпущенная своими силами, была зелёной, видимо им наскучил старый дизайн.
15 сентября 2007 года Уэйн Напп умер от множественного отказа органов, вызванного злоупотреблением алкоголем. Несмотря на то, что он больше не был частью Devourment, его связь с бандой широко освещалась, включая совместное выступление с Devourment на Central Illinois Metalfest годом ранее. Девушка Наппа написала пост на его аккаунте MySpace в подтверждение смерти Уэйна, благодаря людей за поддержку. В интервью SMNnews.com, Маевски сказал о том, какой это удар по группе;
It had a big impact. He was a founding member and really created the vocal style we are known for. Just felt like part of the band died too. Like when he died, it was just weird to think about doing shows or recording without him around, even if he was no longer in the band. He was a good person and definitely deserves to be remembered.
С момента релиза Butcher the Weak, Devourment записали новый материал для сплитов и компиляций, а также отправились в тур. Они выступали на различных фестивалях, включая Central Illinois Metalfest, The Goregrowler’s Ball и Fuck the Commerce в Германии. Также группа выпустила свой второй DVD в январе 2007. В интервью SMNnews.com в октябре 2007, Маевски сказал, что группа намерена записать третий альбом к середине 2008 года, .

### Unleash the Carnivore
Третья студийная работа Devourment, Unleash the Carnivore, была выпущена в 2009 году на лейбле Brutal Bands. Обложка была выполнена известными художниками в данном жанре, Дэном Сигрейвом и Паром Олафссоном. За альбомом последовал тур в 2010 году. Седьмого марта 2010 года группа объявила, что она подписала контракт с Relapse Records и что они продолжат писать материал после тура.

## Состав

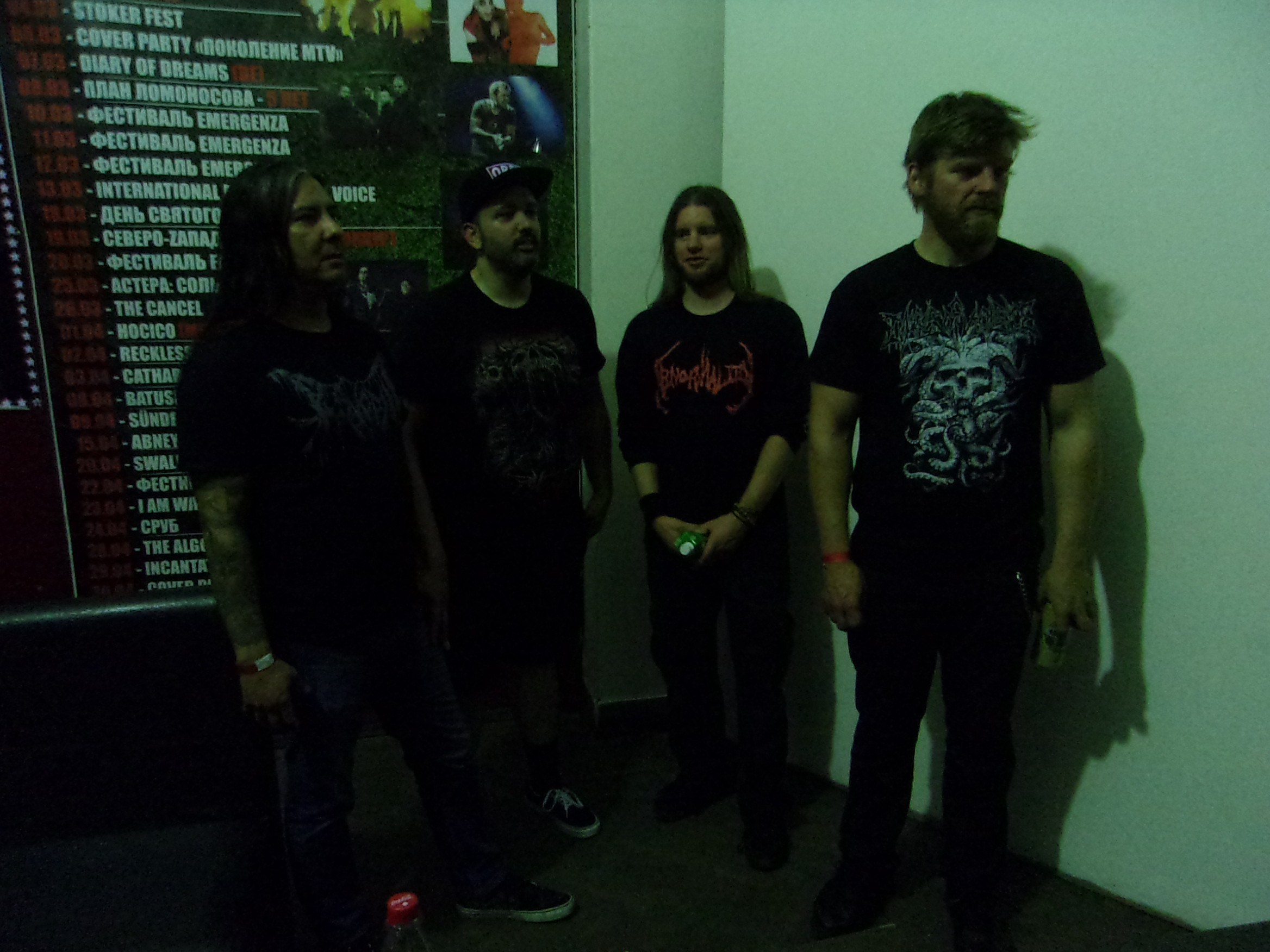
Участники группы в составе 2016 года. Слева направо: Рубен Розас, Брэд Финчер, Дейв Спенсер, Крис Эндрюс.

Нынешний состав
- Ruben Rosas — вокал
- Chris Andrews — бас
- Dave Spencer — гитара
- Brad Fincher — ударные

## Дискография
Студийные альбомы
- Molesting the Decapitated (United Guttural) 1999
- Butcher the Weak (без лейбла, Brutal Bands) 2005, 2006.
- Unleash the Carnivore (Brutal Bands) 2009.
- Conceived in Sewage (Relapse Records) 2013
- Obscene Majesty (Relapse Records) 2019.

Демо/Компиляции/LP
- Impaled (Corpsegristle Records) 1997
- 1.3.8. (Corpse Gristle Records, Unmatched Brutality, Displeased Records, Night of the Vinyl Dead) 2000

Obscene Majesty 2019